# Національні Зали Слави
Національні Зали Слави
Вважається, що офіційне поняття «Зал слави» вперше почало використовуватися від 1900 року, коли у Нью-Йоркському університеті започаткували вшанування видатних американців. У 20-ті та 30-ті роки минулого століття традиція утвердилася й були створені Зали Слави представників різних видів суспільної, трудової та культурно-спортивної діяльності на всьому американському континенті. Зокрема, у Канаді особливою популярністю
користуються хокейні Зали Слави.
Європейці можуть сперечатися щодо піонерства у справі заснування
Залів Слави, адже у баварському Регенсбурзі (Німеччина) ще 1813 року були
відкриті національні пам'ятники, подібні до грецького Парфенону – Зали Свободи на честь героїв визвольної війни.
Сьогодні у багатьох країнах світу діють Зали Слави визначних діячів політики, науки, культури, захисників Вітчизни. Бути увічненим у національному Залі Слави означає здобути найвище визнання заслуг перед Вітчизною.